# 惠妮·湯姆森
維妮·湯姆森（Whitney Thompson；1987年9月26日—），來自美國佛羅里達州的模特兒。她是《全美超級模特兒新秀大賽》第十季的首位加大碼和繼柔愛娜·侯斯之後來自佛羅里達州的冠軍。

## 爭議
由於惠妮在比賽期間有4次倒數的紀錄，因此繼前一季的絲麗莎·史都娃斯後再次令部份觀眾質疑她是否真有得到冠軍的實力；另一方面亞軍安雅·羅素法則一次倒數的紀錄也沒有，並且獲得五次首名入圍，與第六季的鍾妮·德斯所創下的記錄並排。